# Бєляков Валерій Миколайович
Бєляков Валерій Миколайович (13 квітня 1953) — радянський хокеїст на траві.
Бронзовий призер Олімпійських Ігор 1980 року.